# Плезантон (Каліфорнія)
Плезантон (англ. Pleasanton) — місто (англ. city) в США, в окрузі Аламіда штату Каліфорнія. Населення — 79 871 особа (2020).
Розташоване у приблизно 40 км на схід від Окленда і 9 км на захід від Лівермора. Назване на честь генерала часів громадянської війни, Альфреда Плезантона.

## Географія
Плезантон розташований за координатами 37°39′58″ пн. ш. 121°52′42″ зх. д. / 37.66611° пн. ш. 121.87833° зх. д. (37.666151, -121.878280).  За даними Бюро перепису населення США в 2010 році місто мало площу 62,85 км², з яких 62,45 км² — суходіл та 0,40 км² — водойми.

### Клімат
| Клімат : Плезантон           | Клімат : Плезантон | Клімат : Плезантон | Клімат : Плезантон | Клімат : Плезантон | Клімат : Плезантон | Клімат : Плезантон | Клімат : Плезантон | Клімат : Плезантон | Клімат : Плезантон | Клімат : Плезантон | Клімат : Плезантон | Клімат : Плезантон | Клімат : Плезантон |
| Показник                     | Січ.               | Лют.               | Бер.               | Квіт.              | Трав.              | Черв.              | Лип.               | Серп.              | Вер.               | Жовт.              | Лист.              | Груд.              | Рік                |
| Абсолютний максимум, °C      | 23,9               | 26,7               | 31,1               | 35,6               | 40,0               | 45,0               | 44,4               | 44,4               | 46,1               | 41,1               | 32,2               | 26,1               | 46,1               |
| Середній максимум, °C        | 14,4               | 16,7               | 18,3               | 21,7               | 25,0               | 28,9               | 31,7               | 31,7               | 30,0               | 25,6               | 18,3               | 13,9               | 23,0               |
| Середній мінімум, °C         | 2,8                | 4,4                | 5,6                | 6,7                | 8,9                | 11,7               | 12,8               | 12,8               | 11,7               | 8,9                | 5,6                | 2,8                | 7,9                |
| Абсолютний мінімум, °C       | −8,3               | −5                 | −5,6               | −1,7               | 0,0                | −1,1               | 2,2                | 4,4                | 1,7                | −1,7               | −5                 | −7,8               | −8,3               |
| Норма опадів, мм             | 76                 | 70                 | 63                 | 24                 | 11                 | 2                  | 1                  | 2                  | 6                  | 21                 | 48                 | 52                 | 368                |
| ---------------------------- | ------------------ | ------------------ | ------------------ | ------------------ | ------------------ | ------------------ | ------------------ | ------------------ | ------------------ | ------------------ | ------------------ | ------------------ | ------------------ |
| Джерело: The Weather Channel |                    |                    |                    |                    |                    |                    |                    |                    |                    |                    |                    |                    |                    |

## Демографія
Згідно з переписом 2010 року, у місті мешкало 70 285 осіб у 25 245 домогосподарствах у складі 19 178 родин. Густота населення становила 1118 осіб/км².  Було 26053 помешкання (415/км²).
Расовий склад населення:
| - 67,0 % — білих - 23,2 % — азіатів - 1,7 % — чорних або афроамериканців - 0,3 % — корінних американців - 0,2 % — вихідців з тихоокеанських островів - 2,8 % — осіб інших рас |

До двох чи більше рас належало 4,8 %. Частка іспаномовних становила 10,3 % від усіх жителів.
За віковим діапазоном населення розподілялося таким чином: 27,1 % — особи молодші 18 років, 62,0 % — особи у віці 18—64 років, 10,9 % — особи у віці 65 років та старші. Медіана віку мешканця становила 40,5 року. На 100 осіб жіночої статі у місті припадало 96,1 чоловіків;  на 100 жінок у віці від 18 років та старших — 93,0 чоловіків також старших 18 років.
Середній дохід на одне домашнє господарство  становив 148 556 доларів США (медіана — 124 759), а середній дохід на одну сім'ю — 166 459 доларів (медіана — 144 551). Медіана доходів становила 113 692 долари для чоловіків та 75 184 долари для жінок. За межею бідності перебувало 4,4 % осіб, у тому числі 5,6 % дітей у віці до 18 років та 5,1 % осіб у віці 65 років та старших.
Цивільне працевлаштоване населення становило 35 874 особи. Основні галузі зайнятості: науковці, спеціалісти, менеджери — 22,0 %, освіта, охорона здоров'я та соціальна допомога — 18,8 %, виробництво — 14,3 %, роздрібна торгівля — 10,0 %.

## Культура
У місті багато парків. Щорічно в одному з них проводяться постановки п'єс Шекспіра, фестиваль так і називається — «Шекспір в Парку».
В окрузі розташований майданчик ярмарки округу Аламеда, що проводиться щорічно в середині літа. У східній частині міста розташований регіональний парк Шедоу-Кліфс.

## Економіка
У Плезантоні розташована штаб квартира Safeway, а також офіси Oracle, Kaiser Permanente та багатьох інших підприємств.

## Міста-побратими
- Блергоурі та Реттрей (англ. Blairgowrie and Rattray), Шотландія
- Фергус (англ. Fergus), Канада
- Тулансінго, (ісп. Tulancingo), Мексика